# Giovanni Maria Platina
Giovanni Maria Platina (Piadena?, 1455 circa – Mantova, 1500) è stato un intarsiatore italiano.
Conosciuto anche come Giovanni Maria da Piadena fu attivo a Cremona e  si formò nella bottega di Cristoforo Canozzi di Lendinara, divenendo maestro lignario.
Eseguì attorno al 1477 per la sacrestia del Duomo di Cremona uno splendido armadio intarsiato in legno di cipresso, chiamato Armadio del Platina. Di proprietà del Perinsigne Capitolo della Cattedrale, l'armadio ha subito un restauro durato quattro anni e terminato nel 2008 ed è ora visibile nel Museo civico Ala Ponzone di Cremona.
Il Platina realizzò anche nel 1484 il coro ligneo per la cattedrale di Cremona.
Agli inizi del Cinquecento provvide alla realizzazione dello Studiolo di Ludovico Gonzaga vescovo a Gazzuolo.